# BWO
BWO a fost o formație suedezǎ de muzicǎ synthpop, fondatǎ în 2004. Pânǎ în anul 2006 au folosit numele Bodies Without Organs. În Suedia s-au bucurat de un succes comercial considerabil, în mare parte datoritǎ participǎrilor la Melodifestivalen (preselecția suedeză pentru Eurovision). Formația a lansat 25 single-uri, Temple of Love fiind singura melodie care a ajuns pe prima poziție în țara natalǎ.

## Începuturi
Producătorul și compozitorul de renume internațional Alexander Bard a decis să își investească întregul talent într-o trupă nouă electro, când a dat din întâmplare peste solistul Martin Rolinski, un blond cu ochi albaștri în vârstă de 23 de ani, student la institutul politehnic din Stockholm. Alexander l-a descoperit la un casting de tinere talente, în timp ce cânta în public într-un bar karaoke. Parteneriatul dintre Bard, Rolinski și co-producătorul trupei BWO, Anders Hansson, a condus rapid la formarea trupei Bodies Without Organs. Curând keyboarderul și art-dealer-ul avantgardist Marina Schiptjenko s-au alăturat băieților. Demo-ul a captat atenția instantă a celor mai mari case de discuri din Europa, ceea ce a dus inevitabil la semnarea unui contract avantajos cu EMI Sweden în 2004, care a devenit apoi un contract cu EMI Continental Europe. Sound-ul trupei Bodies Without Organs a fost descris ca fiind veriga lipsă dintre Abba și Kraftwerk, purtând totuși amprenta clară a secolului 21. Albumul de debut al trupei, "Prototype", conține o largă varietate de stiluri, fără a compromite sound-ul caracteristic al BWO. Pe lângă faptul că au un sunet electro-pop de ultima generație, BWO sunt și ceea ce se cheamă fashion victims, amestecând în mod creativ cele mai noi tendințe haut couture cu outfit-uri casual și cele mai avansate gadget-uri. Toate acestea se pot observa cu ușurință în videoclipurile pentru megahiturile internaționale "Conquering America", "Open Door", "Sixteen Tons Of Hardware", "Sunshine In The Rain" și "Living In A Fantasy".

## Destrămarea
La începutul anului 2010, BWO au anunțat că se vor despărți temporar, după o carieră intensă, cu cinci albume lansate în mai puțin de șase ani. 
Alexander Bard a aderat la proiectul muzical Gravitonas, împreună cu fostul cântăreț de punk rock Andreas Öhrn. În 2013 a reunit formația Army of Lovers, cu care a participat la Melodifestivalen 2013. 
Martin Rolinski a semnat un contract solo cu Universal Music și a lansat single-ul "Blame It On a Decent Matter" în 2012. A participat la Melodifestivalen 2013 cu melodia  "In and Out Of Love". 
Marina Schiptjenko a lansat un album împreună cu formația Page , din care a făcut parte în '80. 

## Discografie
| Album                                | SWE | JAP |
| ------------------------------------ | --- | --- |
| Prototype                            | 2   | -   |
| Halcyon Days                         | 1   | -   |
| Halcyon Nights                       | -   | -   |
| Fabricator                           | 6   | -   |
| Pandemonium – The Singles Collection | 3   | -   |
| Big Science                          | 9   | -   |
| Sunshine in the Rain – The Album     | -   | 45  |

### Single-uri
| An   | Eliberat      | Single                                             | Sweden Singles | Sweden Tracks | Finland Singles | Ukraine Singles | Russia Singles | UK Singles | UK Indie | Europe 100 | US Dance | Japan Singles | Album                                |
| ---- | ------------- | -------------------------------------------------- | -------------- | ------------- | --------------- | --------------- | -------------- | ---------- | -------- | ---------- | -------- | ------------- | ------------------------------------ |
| 2004 | 7 Mai         | "Living in a Fantasy"                              | 44             | 20            | -               | 1               | 2              | -          | -        | 30         | -        | -             | Prototype                            |
| 2004 | 24 Septembrie | "Conquering America"                               | 27             | 15            | -               | 2               | 16             | -          | -        | 35         | -        | -             | Prototype                            |
| 2005 | 3 Februarie   | "Sixteen Tons of Hardware"                         | 11             | 14            | 8               | 1               | 10             | -          | -        | 28         | -        | -             | Prototype                            |
| 2005 | 31 Martie     | "Gone"                                             | 40             | 16            | -               | -               | -              | -          | -        | -          | -        | -             | Prototype                            |
| 2005 | 12 Mai        | "Open Door"                                        | 28             | 4             | -               | 2               | -              | -          | -        | 41         | -        | -             | Prototype                            |
| 2005 | 15 Septembrie | "Sunshine in the Rain"                             | 12             | 6             | -               | -               | -              | 69         | 1        | -          | -        | 26            | Prototype                            |
| 2005 | 10 Decembrie  | "Voodoo Magic"                                     | 38             | 14            | 12              | 3               | -              | -          | -        | -          | -        | -             | Prototype                            |
| 2006 | 15 Martie     | "Temple of Love"                                   | 1              | 2             | -               | -               | -              | -          | -        | -          | -        | -             | Halcyon Days                         |
| 2006 | 24 Mai        | "We Could Be Heroes"                               | 18             | 10            | -               | -               | -              | -          | -        | -          | -        | -             | Halcyon Days                         |
| 2006 | 13 Septembrie | "Will My Arms Be Strong Enough"                    | 39             | 16            | -               | -               | -              | -          | -        | -          | -        | -             | Halcyon Days                         |
| 2006 | 22 Noiembrie  | "Chariots of Fire"                                 | 45             | 14            | -               | -               | -              | -          | -        | -          | 40       | -             | Halcyon Days                         |
| 2007 | 7 Mai         | "Save My Pride"                                    | 14             | 18            | 6               | -               | -              | -          | -        | 62         | -        | -             | Fabricator                           |
| 2007 | 22 August     | "Let It Rain"                                      | 23             | 17            | -               | -               | -              | -          | -        | -          | -        | -             | Fabricator                           |
| 2007 | 22 August     | "Rhythm Drives Me Crazy"                           | 35             | -             | 13              | -               | -              | -          | -        | -          | -        | -             | Fabricator                           |
| 2007 | 17 Octombrie  | "The Destiny of Love"                              | 56             | -             | 18              | -               | -              | -          | -        | -          | -        | -             | Fabricator                           |
| 2007 | Decembrie     | "Give Me the Night"                                | -              | -             | -               | -               | -              | -          | -        | -          | -        | -             | Fabricator                           |
| 2008 | 12 Martie     | "Lay Your Love on Me"                              | 2              | 1             | -               | -               | -              | 69         | 2        | 91         | -        | 44            | Pandemonium – The Singles Collection |
| 2008 | 28 Mai        | "Barcelona"                                        | 56             | -             | -               | -               | -              | -          | -        | -          | -        | -             | Pandemonium – The Singles Collection |
| 2008 | 21 Iulie      | "The Bells of Freedom"                             | 15             | -             | -               | -               | -              | -          | -        | -          | -        | -             | Pandemonium – The Singles Collection |
| 2008 | 8 Octombrie   | "Gomenasai"                                        | -              | -             | -               | -               | -              | -          | -        | -          | -        | -             | Pandemonium – The Singles Collection |
| 2009 | 1 Martie      | "You're Not Alone"                                 | 11             | -             | -               | -               | -              | -          | -        | 96         | -        | -             | Big Science                          |
| 2009 | 27 Mai        | "Right Here Right Now"                             | 28             | -             | -               | -               | -              | -          | -        | -          | 8        | -             | Big Science                          |
| 2009 | 31 August     | "Right Here Right Now" (UK Version) (feat. Velvet) | -              | -             | -               | -               | -              | -          | -        | -          | -        | -             | Big Science                          |
| 2009 | 14 Septembrie | "Rise to the Occasion"                             | -              | -             | -               | -               | -              | -          | -        | -          | -        | -             | Big Science                          |
| 2009 | 30 Noiembrie  | "Kings of Tomorrow"                                | -              | -             | -               | -               | -              | -          | -        | -          | -        | -             | Big Science                          |